# Gholamreza Hassani
Gholamreza Hassani (persisch غلامرضا حسنی, auch Gholam Reza Hassani; * 1927 in Urmia; † 21. Mai 2018 ebenda) war ein iranischer Freitagsprediger im Rang eines Hodschatoleslam an der Freitagsmoschee in der nordwestiranischen Stadt Urmia.

## Politische Funktion
Er galt als Repräsentant des iranischen Obersten Führers in der iranischen Provinz Ost-Aserbaidschan und als ein Vertreter der radikal-fundamentalistischen Richtung unter den schiitischen Mullahs. Seine Freitagspredigten zogen wegen der darin erhobenen extremistischen Forderungen zahlreiche, teils satirische Kritiken reformorientierter Kreise in der Islamischen Republik Iran auf sich.

## Positionen
Im Jahr 2001 wurde in einer englischsprachigen Zeitung über seine Predigt berichtet, in der er die Haltung kleiner Hunde als unislamisch verurteilte. Die New York Times zitierte ihn mit den Worten: „Ich danke den ehrwürdigen Polizisten und Richtern und allen anderen, die daran arbeiten, Hundeliebhaber zu verhaften und kurzbeinige Hunde in dieser Stadt zu konfiszieren.“ Einige Jahre später kam es zu Hunderazzien bei Hundebesitzern auch in Teheran. Hassani wird auch mit den Worten zitiert, nach denen „Frauen, die nicht den Hidschab achteten und auch ihre Ehemänner, den Tod verdienen […]. Diese Frauen und ihre Ehemänner und ihre Väter müssen sterben.“
2011 wurde Hassani durch den iranischen Präsidenten Mahmud Ahmadinedschad mit der Tapferkeitsmedaille ausgezeichnet, die als eine der höchsten offiziellen Auszeichnungen gilt. Vergeben wurde die Medaille für Hassanis Widerstand gegen die Schah-Regierung vor der Iranischen Revolution 1979, wegen seines Kampfes gegen die kurdische Opposition in den ersten Jahren der Islamischen Republik und für seine Teilnahme am Irak-Iranischen Krieg.

## Denunziation des Sohnes
Hassanis Unterstützung für das Politische System Irans nach 1979 war so groß, dass er 1983 offizielle Stellen über das Versteck seines eigenen Sohnes Raschid Hassani informierte, der Mitglied der linksgerichteten Volksfedajin war, welche von dem neuen Staatsoberhaupt Ruhollah Chomeini nach der Revolution massiv verfolgt wurde. Raschid Hassani wurde mit dem Einverständnis seines Vaters durch ein Erschießungskommando getötet. Hassani erklärte dies später gegenüber einem amerikanischen Journalisten damit, dass „Abraham seinen Sohn zwar nicht geopfert habe, ich aber doch“. Hassani erklärte, er bedauere sein Verhalten nicht.

## Privates
Nach Angaben aus dem Jahr 2000 hatte Hassani fünf Söhne und sieben Töchter mit zwei Ehefrauen. Eine Tochter, die sich wegen der Hinrichtung ihres Bruders mit ihrem Vater entzweite, beging Suizid.

## Belege
1. ↑  Todesmeldung. In: Euronews. Abgerufen am 2. November 2019 (persisch).
2. 1 2  adnkronos.com, 19. Dezember 2009: Iran: Top cleric says women without veils must die (Memento des Originals vom 7. Dezember 2018 im Internet Archive)  Info: Der Archivlink wurde automatisch eingesetzt und noch nicht geprüft. Bitte prüfe Original- und Archivlink gemäß Anleitung und entferne dann diesen Hinweis.
3. 1 2  Tageszeitung The New York Times, John F. Burn, 1. Januar 2000: Praying for a Century That Is Not the American One
4. 1 2 3 4  insideofiran.org, 5. April 2011:  Qarna Massacre Mullah Awarded with ‘Medal of Bravery’ in Iran (Memento des Originals vom 25. März 2012 im Internet Archive)  Info: Der Archivlink wurde automatisch eingesetzt und noch nicht geprüft. Bitte prüfe Original- und Archivlink gemäß Anleitung und entferne dann diesen Hinweis.
5. ↑  The New York Times, Neil MacFarquhar, 24. August 2001 Tehran Journal; Dog Lovers of Iran, Beware Growling Ayatollahs
6. ↑  referl.org, 14. September 2007: Iran: Tehran Officials Begin Crackdown On Pet Dogs

| Personendaten    | Personendaten                                             |
| ---------------- | --------------------------------------------------------- |
| NAME             | Hassani, Gholamreza                                       |
| ALTERNATIVNAMEN  | Hassani, Gholam Reza                                      |
| KURZBESCHREIBUNG | iranischer Freitagsprediger im Rang eines Hodschatoleslam |
| GEBURTSDATUM     | 1927                                                      |
| GEBURTSORT       | Urmia                                                     |
| STERBEDATUM      | 21. Mai 2018                                              |
| STERBEORT        | Urmia                                                     |